# Kokerwormkrabbetje
Het kokerwormkrabbetje (Asthenognathus atlanticus) is een krabbensoort uit de familie van de Varunidae. De wetenschappelijke naam van de soort werd in 1933 voor het eerst geldig gepubliceerd door Monod.
Deze krab werd voor het eerst in 2019 aangetroffen in de Zuidelijke Noordzee, zowel in Nederlandse als in Belgische wateren.